# East Kennett
East Kennett – wieś w Anglii, w hrabstwie Wiltshire. Leży 37 km na północ od miasta Salisbury i 119 km na zachód od Londynu.